# Kamilov
Kamilov (deutsch Kamillow) ist ein Ortsteil der Gemeinde Sloveč in Tschechien. Er liegt fünf Kilometer nordöstlich von Městec Králové und gehört zum Okres Nymburk.

## Geographie
Kamilov befindet sich in den Ausläufern der Jičínská pahorkatina.  Nordöstlich erstreckt sich das Waldgebiet Osecký und Skochovický les, in dem sich der Hügel Na pískách (291 m) erhebt. Nördlich des Dorfes  liegt die Wüstung Voděrady, im Südosten die Wüstung Mezilesí.
Nachbarorte sind Osek im Norden, Hlušičky und Hlušice im Nordosten, Žantov und Skochovice im Osten, Střihov im Südosten, Nový im Süden, Sloveč im Südwesten, Nový Dvůr im Westen sowie Kněžice im Nordwesten.

## Geschichte
Nachdem die Dörfer Mezilesí und Voděrady während der Hussitenkriege erloschen waren, wurden deren Fluren 1498 an die Herrschaft Kněžice  und später an Dymokury angeschlossen.
Der Besitzer der Herrschaft Dymokury, Camillo Graf von Colloredo-Wallsee (1712–1797), ließ 1768 östlich des Neuhofes ein Dorf anlegen, das nach ihm als Camillowes / Kamillowes benannt wurde. Die regelmäßige Siedlung bestand aus zwei Häuserreihen beiderseits eines Straßenangers. 1836 erfolgte die Bepflanzung des Angers mit Linden.
Nach der Aufhebung der Patrimonialherrschaften bildete Kamiloves ab 1850 eine Gemeinde im Bezirk Poděbrady. 1896 wurde am Anger eine Dorfschule errichtet. Mit Beginn des Jahres 1961 wurde Kamilov nach Sloveč eingemeindet und zugleich dem Okres Nymburk zugeordnet. 1991 hatte der Ort 65 Einwohner. Im Jahre 2001 bestand das Dorf aus 37 Häusern, in denen 56 Menschen lebten.

## Sehenswürdigkeiten
- Statue des hl. Johannes von Nepomuk auf dem Dorfplatz
- Dorfglocke
- TV-Sendeturm Kamilovský vysílač auf der Kuppe Na pískách im Osecký les